# ケルンテン州

ケルンテン州
Kärnten

ケルンテン州（ケルンテンしゅう、独: Kärnten [ˈkɛʁntn̩] ( 音声ファイル)）は、オーストリア共和国を構成する9つの連邦州のひとつ。州都はクラーゲンフルト・アム・ヴェルターゼー。

## 名称
ドイツ語の Kärnten はケルト語に由来すると考えられており、二つの説がある。一つは「友人」や「親類」を意味する carant で、これは青銅器時代のイリュリア人を指しているとする。もう一つは「石」や「岩」を意味する karanto で、こちらが正しければカルンブルク（Karnburg; 現在のマリーア・ザールの集落）やカラヴァンケン山脈（Karawanken）と同根ということになる。
スロベニア語では Koroška （[kɔˈɾóːʃka] ( 音声ファイル) コロシュカ）と呼ばれる。古スロベニア語では Korotan と呼ばれていた。これはカランタニアと関連があると考えられている。
日本語での表記は、「ケルンテン」。まれに英語の Carinthia から「カリンシア」や「カリンティア」と表記されることもある。

## 地勢

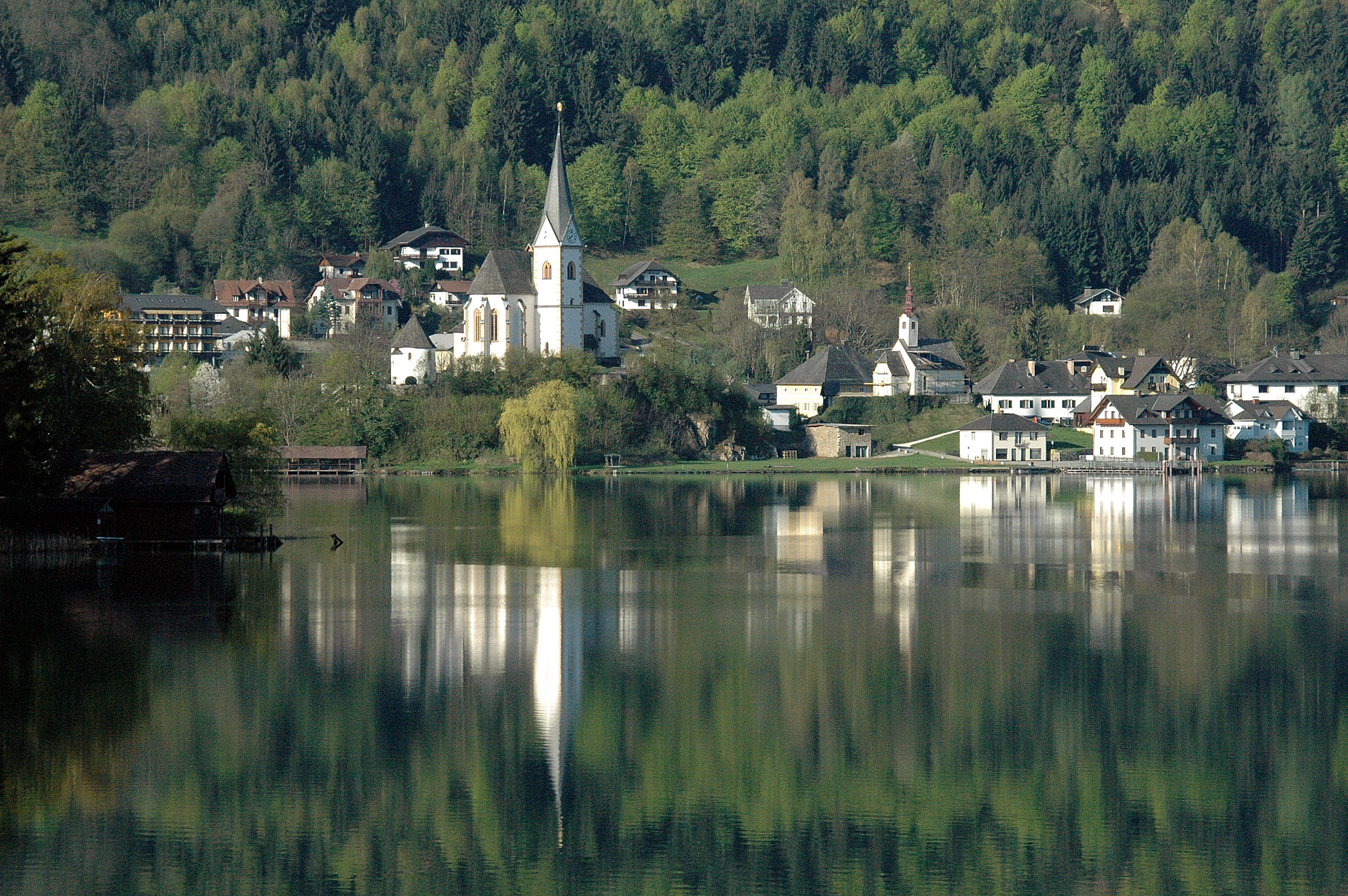
ケルンテン州最大の湖、ヴェルター湖からマリーア・ヴェルトの町並みを望む

オーストリアで最も南に位置する州で、南はイタリアとスロベニアの2カ国と国境を接する。州の西ではチロル州、北でザルツブルク州、北東でシュタイアーマルク州と接している。チロル州との州境にそびえるグロースグロックナー山はオーストリア最高峰の山で、標高は3797メートルである。州面積の半分以上が1000メートル以上に位置しており、これらの地域にはほとんど人は住んでいない。
州内をドラオ川が流れるほか、多くの湖があり、その風光明媚な景観は多くの観光客を集めている。代表的な都市としては、州都であるクラーゲンフルト、フィラッハなどが挙げられる。面積は9,536平方キロメートル、人口密度は59人/平方キロメートル。

## 歴史
考古学的調査によれば、この地に人類が住み始めたのは旧石器時代にまでさかのぼる。古代にはノリクムと呼ばれる地域の一部で、ケルト人によるノリクム王国が建てられていた。「ケルンテン」という地名は上記の通りケルト語に由来すると考えられている。ノリクム王国は紀元前16年にローマ帝国によって併合された。以後はノリクム属州となりラテン化が進んだ。
西ローマ帝国が衰退するとこの地はゲルマン人やスラヴ人などが進出し、7世紀にスラヴ人によるカランタニア公国が成立した。カランタニア公国は745年に独立を失い、フランク王国の支配に――直接的にはバイエルン大公の支配に――服するようになった。10世紀にケルンテン公国がバイエルン公国から分離され、神聖ローマ帝国の領邦の一つとなった。

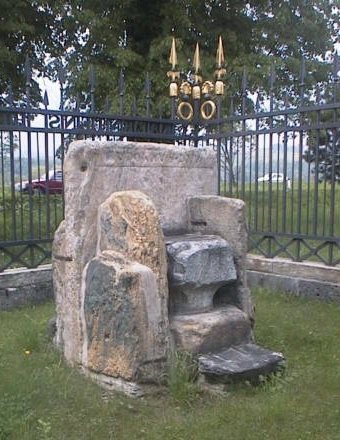
クラーゲンフルト近くのツォルフェルトに遺る「ケルンテン公の玉座」

1335年にケルンテン公ハインリヒ6世が嗣子なくして死去すると、神聖ローマ皇帝ルートヴィヒ4世は後継者にオーストリア公アルブレヒト2世を指名し、以後ケルンテン公国はハプスブルク家領となった。1806年に神聖ローマ帝国が消滅したのちはオーストリア帝国の、次いでオーストリア＝ハンガリー帝国の統治下に置かれた。
第一次世界大戦で敗戦国となったオーストリア＝ハンガリー帝国は民族自決に基づいて解体されることになり、ケルンテンでも1920年10月10日に帰属を問う住民投票が行なわれた。この結果ケルンテンは北部は第一共和政のオーストリアのケルンテン州に、南部のいくつかの自治体はセルブ＝クロアート＝スロヴェーヌ王国（のちのユーゴスラビア王国）のコロシュカ地方（現在はスロベニア領）となった。
1938年にナチス・ドイツはオーストリアと合邦した（アンシュルス）。ナチス支配の下では標識からスロベニア語が消え、さらにスロベニア系住民の強制移住も計画された。
ドイツが第二次世界大戦に敗れるとケルンテン帝国大管区はイギリスの占領下に置かれたが、1955年にオーストリアは連合国との間にオーストリア国家条約を調印して独立を回復した。

## 産業
農業、林業が中心。豊富な水量を背景に水力発電が行われており、クラーゲンフルトなどの都市部では製紙産業のほか、金属、化学工業などもみられる。

## 住民
ケルンテン州の2013年1月1日現在の人口は、推計55万5473人である。このうち、フィラッハやクラーゲンフルトがある州中央部のクラーゲンフルト盆地に住む人の割合が最も高い。
周囲を山岳地帯に囲まれ、地域としての一体性が強かったこともあり、オーストリアではどの州でもみられることであるが、ケルンテンとしての地域意識がとりわけ強い。
住民のうち9割以上がドイツ語を話すが、南部にはスロベニア語を母語とする人々もいる。彼らは少数民族とみなされているが、その権利については議論もある。
ケルンテンにおける宗教ごとの信徒の割合は表の通り。カトリック教会が最も多く、人口の77.2%を占める。第2位の福音主義教会(大半はオーストリア福音主義教会アウクスブルク信仰告白派に属している)はおよそ1割であるが、これはオーストリアではブルゲンラント州に次ぐ高率である。
ケルンテン州の守護聖人は聖ヨセフと聖ヘンマの2人である。

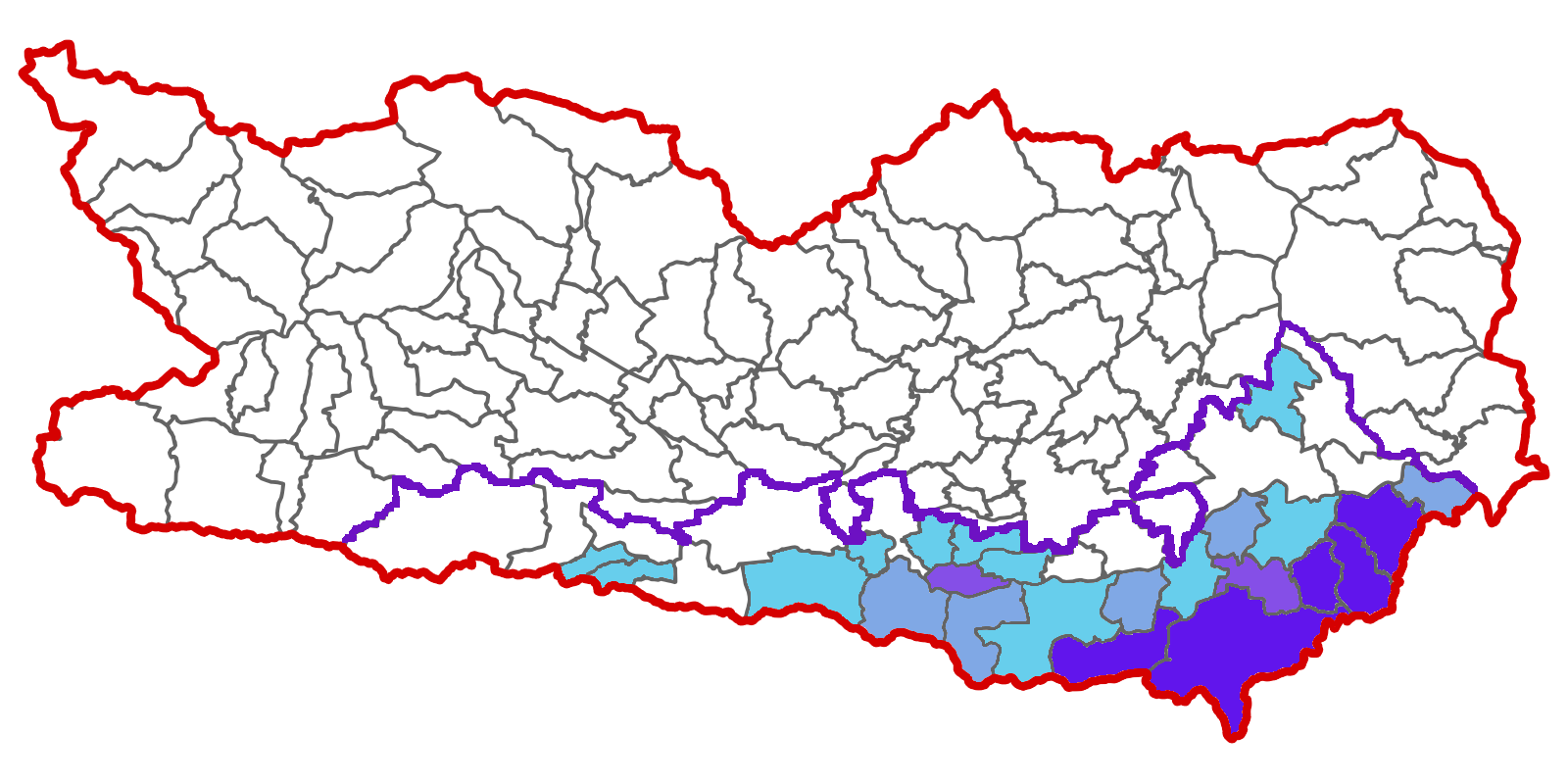
2001年の国勢調査による、各自治体のスロベニア語話者の割合:
██ 5-10%
██ 10-20%
██ 20-30%
██ 30%以上

| 調査年月日     | 人口    |
| -------------- | ------- |
| 1900年12月31日 | 367,324 |
| 1923年3月7日   | 370,432 |
| 1939年5月17日  | 460,946 |
| 1951年6月1日   | 474,764 |
| 1961年3月21日  | 495,226 |
| 1971年5月12日  | 525,728 |
| 1981年5月12日  | 536,179 |
| 1991年5月15日  | 552,421 |
| 2001年5月15日  | 559,404 |

| 宗教       | ケルンテン | オーストリア |
| ---------- | ---------- | ------------ |
| カトリック | 77.2 %     | 73.7 %       |
| 福音主義   | 10.3 %     | 4.7 %        |
| イスラム教 | 2.0 %      | 4.2 %        |
| 正教会     | 0.8 %      | 2.2 %        |
| 無回答     | 7.9 %      | 12.0 %       |

## 政治

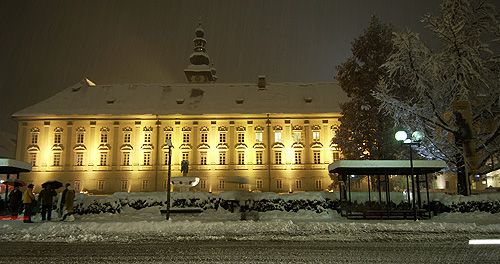
ケルンテン州議会議事堂（クラーゲンフルト）

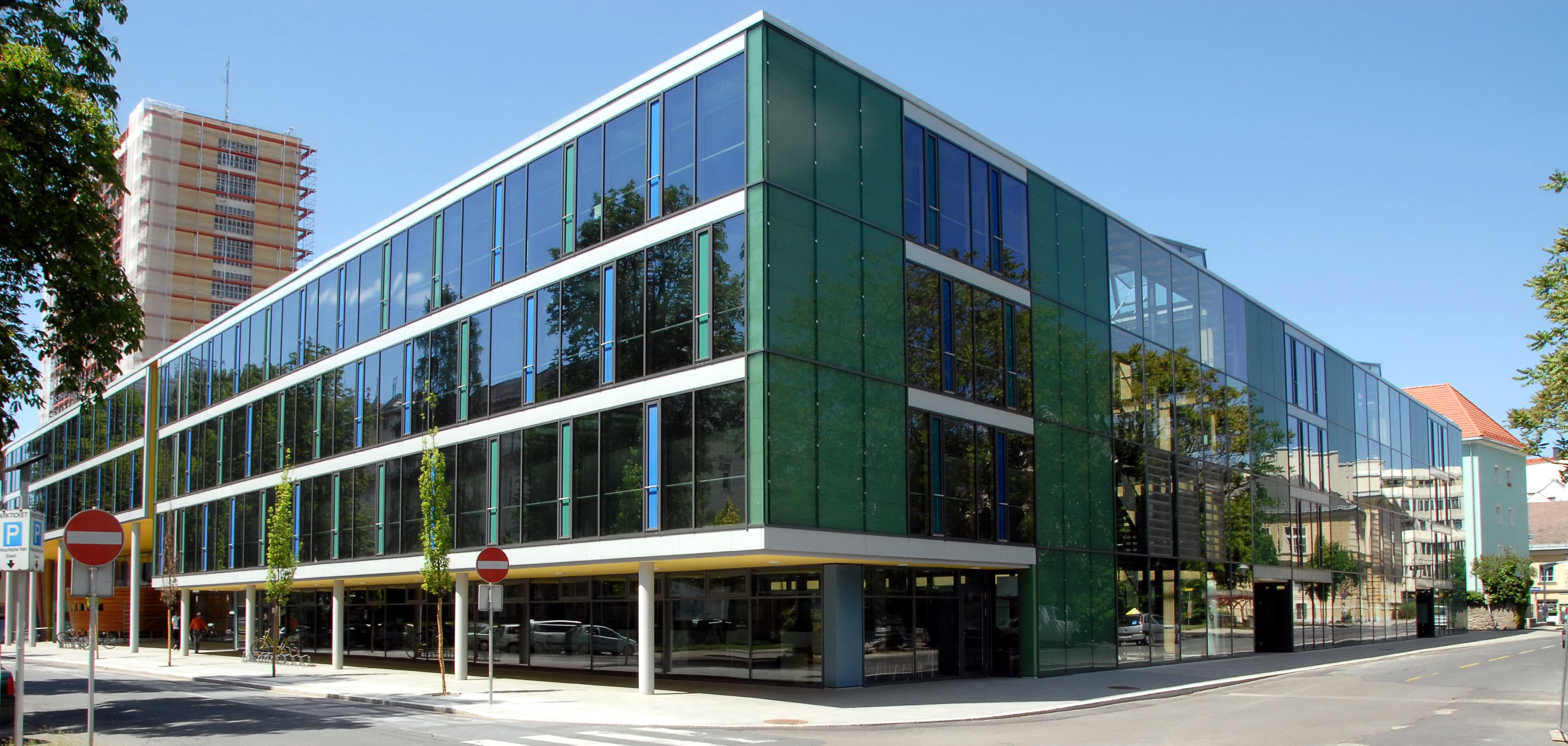
ケルンテン州庁舎（クラーゲンフルト）

ケルンテン州の州議会（Landtag）は一院制で、定数は36、任期は5年である。18歳以上でケルンテン州在住のオーストリア市民が投票権を持つ。直近の選挙は2023年に行われ、オーストリア社会民主党（SPÖ）が38.94%の得票で15議席、オーストリア自由党（FPÖ）系のケルンテン自由党（FPK）が24.53%の得票で9議席、オーストリア国民党（ÖVP）が17.04%の得票で7議席、2016年設立の地域政党であるチーム・ケルンテンが10.08%の得票で5議席を獲得している。ケルンテン州は保守のÖVPが極めて弱い一方、極右のFPÖが強い、特異な州である。
州首相（Landeshauptmann）は州議会によって選出され、州政府の閣僚は議席数に応じて各会派に配分される。現在の首相は、2013年の議会選挙後に就任したペーター・カイザー（SPÖ所属）である。

### 州首相一覧
第一共和政での州首相と在任期間は次の通り。

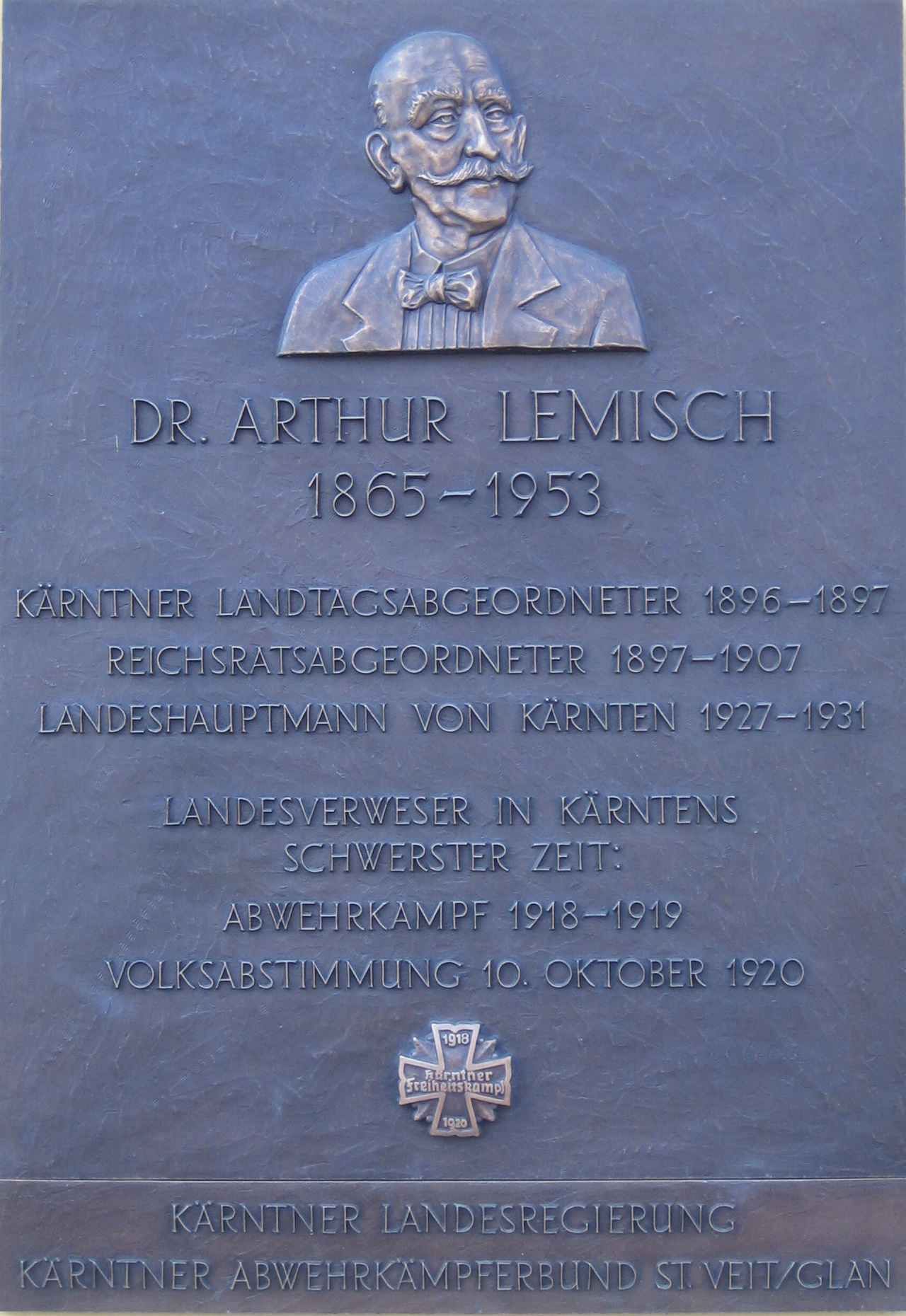
第一共和政の初代州首相を務めたアルトゥール・レミッシュの銘板（ザンクト・ファイト）

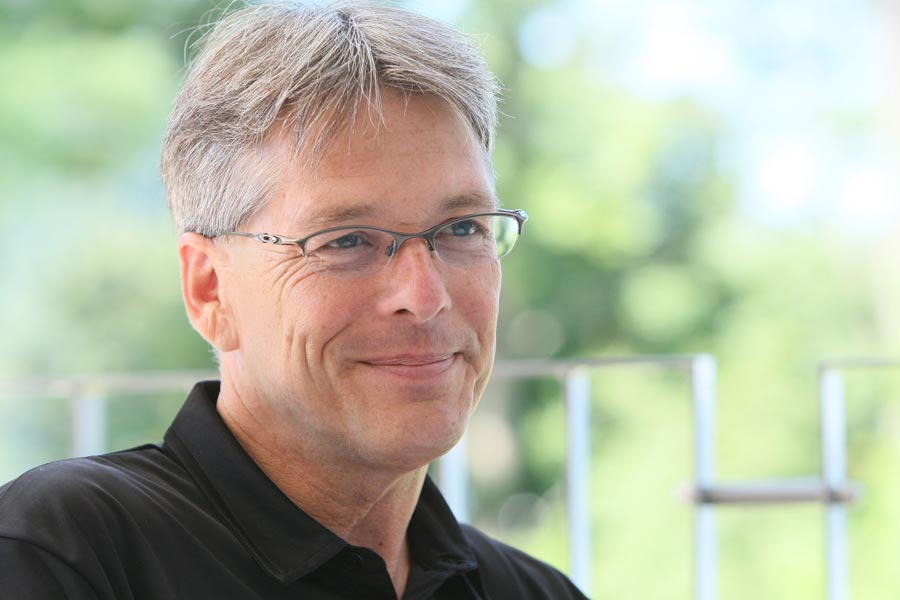
ペーター・カイザー首相（2011年）

- アルトゥール・レミッシュ （SDAPÖ、1918年11月11日 - 1921年7月22日）
- フローリアン・グレーガー （SDAPÖ、1921年7月22日 - 1923年11月6日）
- ヴィンツェンツ・シューミー （LB、1923年11月6日 - 1927年6月15日）
- アルトゥール・レミッシュ （無所属、1927年6月15日 - 1931年1月21日）
- フェルディナント・ケルンマイヤー （LB、1931年1月22日 - 1934年2月16日）
- シルヴェスター・レーア （CS、1934年2月16日 - 1934年3月7日）
- ルートヴィヒ・ヒュールゲルト （Heimatschutz・VF、1934年3月7日 - 1936年11月3日）
- アルノルト・ズーヒャー （VF、1936年11月3日 - 1938年3月11日）

ナチス・ドイツが設置したケルンテン帝国大管区の帝国大管区指導者とその在任期間は次の通り。
- ヴラディミル・フォン・パヴロヴスキ （NSDAP、1938年3月11日 - 1938年6月1日）
- フーベルト・クラウスナー （NSDAP、1938年6月1日 - 1939年2月12日）
- ヴラディミル・フォン・パヴロヴスキ （NSDAP、1939年2月12日 - 1941年12月1日）
- フリードリヒ・ライナー （NSDAP、1941年12月1日 - 1945年5月7日）

第二共和制での州首相と在任期間は次の通り。
- ハンス・ピーシュ （SPÖ、1945年5月8日 - 1947年4月25日）
- フェルディナント・ヴェーデニヒ （SPÖ、1947年4月25日 - 1965年4月12日）
- ハンス・ジマ （SPÖ、1965年4月12日 - 1974年4月12日）
- レオポルト・ヴァーグナー （SPÖ、1974年4月19 - 1988年9月27日）
- ペーター・アンブロジー （SPÖ、1988年9月27日 - 1989年4月21日）
- イェルク・ハイダー （FPÖ、1989年4月21日 - 1991年6月21日）
- クリストフ・ツェルナット （ÖVP、1991年6月21日 - 1999年4月8日）
- イェルク・ハイダー （FPÖ / BZÖ、1999年4月8日 - 2008年10月11日）
- ゲルハルト・デルフラー （BZÖ、2008年10月23日 - 2013年3月28日）
- ペーター・カイザー （SPÖ、2013年3月28日 - ）

## 地方行政
ケルンテン州は8つの郡（Bezirk; 行政管区とも訳される）に分けられる。郡は自治体ではなく、行政事務を処理する州の出先機関である。また州都のクラーゲンフルト・アム・ヴェルターゼーと第2の都市フィラッハは郡に属さない憲章都市（Statutarstadt）に指定されており、郡の業務も独自に処理している。
また、ケルンテン州には132の基礎自治体（Gemeinde; ゲマインデ）がある。このうち17自治体が市（Stadt）、47自治体が町（Marktgemeinde; 市場町）に指定されている。

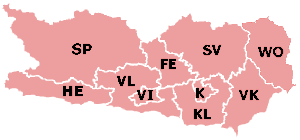
ケルンテン州の郡および憲章都市の区分

| ナンバープレート | 郡名                                     | 位置 | 郡庁所在地                             | 面積 （km2） | 人口 （2020年1月1日） | 人口密度 | 自治体数 |
| ---------------- | ---------------------------------------- | ---- | -------------------------------------- | ------------ | --------------------- | -------- | -------- |
| FE               | フェルトキルヒェン郡                     |      | フェルトキルヒェン・イン・ケルンテン   | 558.56       | 29,902                | 54       | 10       |
| HE               | ヘルマゴール郡                           |      | ヘルマゴール＝プレセッガー・ゼー       | 808.02       | 18,054                | 22       | 7        |
| K                | クラーゲンフルト・アム・ヴェルターゼー   |      | 憲章都市                               | 120.11       | 101,300               | 843      |          |
| KL               | クラーゲンフルト＝ラント郡               |      | クラーゲンフルト・アム・ヴェルターゼー | 765.59       | 60,014                | 78       | 19       |
| SP               | シュピタール・アン・デア・ドラウ郡       |      | シュピッタール・アン・デア・ドラウ     | 2,763.99     | 75,868                | 27       | 33       |
| SV               | ザンクト・ファイト・アン・デア・グラン郡 |      | ザンクト・ファイト・アン・デア・グラン | 1,493.67     | 54,186                | 36       | 20       |
| VI               | フィラッハ                               |      | 憲章都市                               | 134.99       | 82,882                | 465      |          |
| VL               | フィラッハ＝ラント郡                     |      | フィラッハ                             | 1,009.33     | 64,618                | 64       | 19       |
| VK               | フェルカーマルクト郡                     |      | フェルカーマルクト                     | 907.49       | 41,862                | 46       | 13       |
| WO               | ヴォルフスベルク郡                       |      | ヴォルフスベルク                       | 973.79       | 52,607                | 188      | 9        |

## シンボル

州の紋章
州の紋章（クレスト・ヘルメット・マント付き）
州旗
州政府旗

ケルンテン州の紋章はケルンテン公国時代のものを引き継いでおり、現在のケルンテン州憲法（1996年7月11日制定）では第6条2項に規定されている。意匠は「（楯から見て）右側が金（オーア）に三頭の黒い（セーブルの）ライオン、左側が赤（ギュールズ）に銀（アージェント）の横帯（フェス）」である。
州旗は上から黄赤白の横縞の三色旗である。州政府旗にはその中央に州の紋章が配されている。
州歌は『Des Kärntners Heimatlied』である。

## 観光

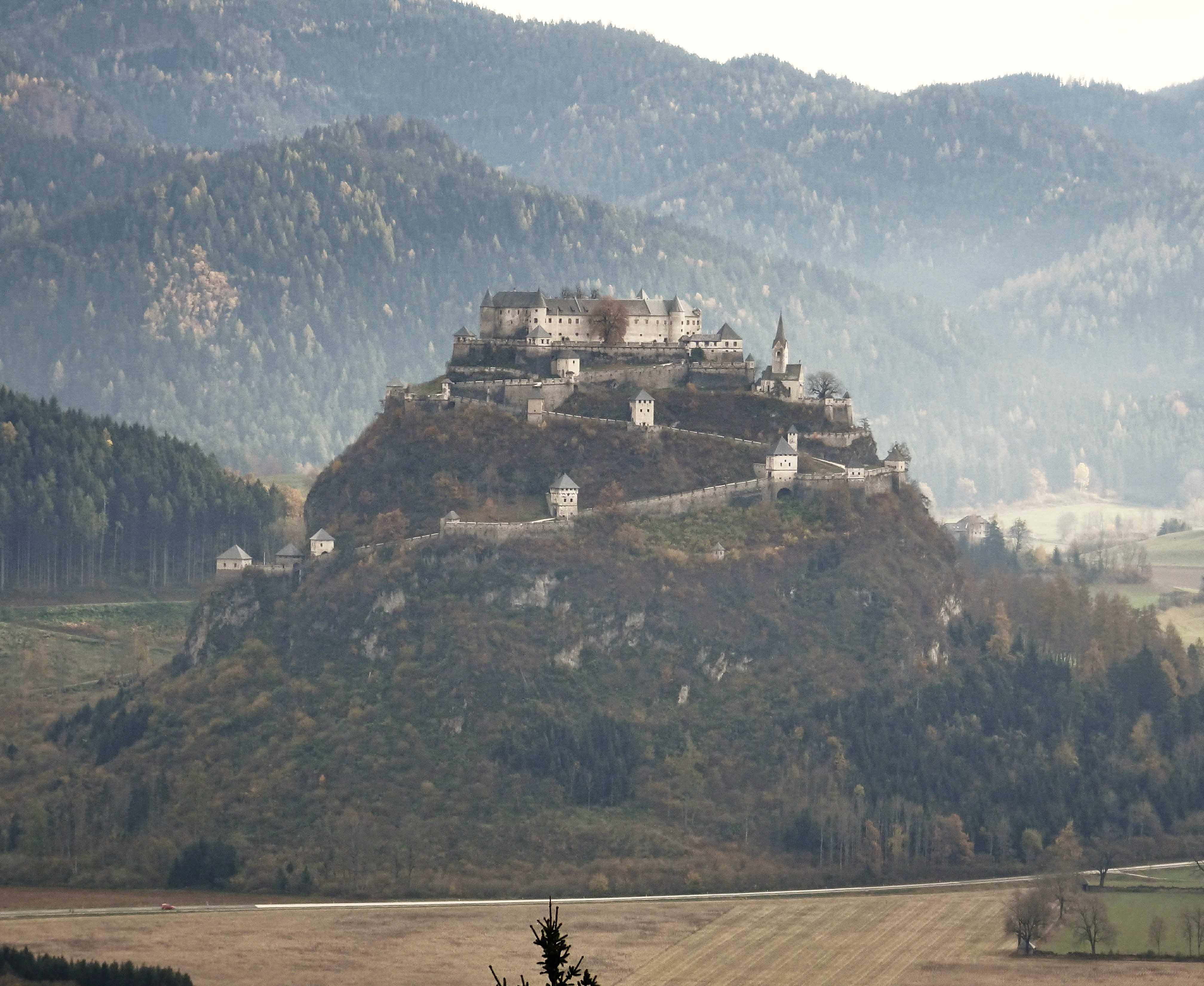
ホッホオスターヴィッツ城

- ホッホオスターヴィッツ城（ドイツ語: Burg Hochosterwitz）
- ノックベルゲ国立公園（英語版） - ユネスコの生物圏保護区[1]、ラムサール条約登録地[2]